# 值得智利
值得智利（西班牙語：Chile Digno）是智利的一个已不存在的左翼政党联盟。2019年5月11日，该联盟在圣地亚哥成立，当时取名为争取变革团结，由智利共产党、进步党和社会绿色地区主义联盟组成。2020年9月，进步党退出该联盟；同年11月22日，该联盟重组，更名为“值得智利”。2022年7月4日，该联盟解散。该联盟是选举联盟赞成尊严的成员。

## 成员
- 智利共产党
- 社会绿色地区主义联盟
- 人文主义行动
- 智利基督教左翼
- 阿连德主义社会主义运动
- 人民胜利运动
- 我们是运动
- 复兴
- 进步党
- 平等党
- 自由意志左翼